# Pont de Wabaria
Die Pont de Wabaria führt die Nationalstraße 16 über den Niger zwischen den Orten Wabaria in der Gemeinde Gounzoureye und Gao in Mali. Sie ist ein wichtiger Teil des Straßennetzes Malis.
Sie steht knapp 900 km unterhalb der Barrage de Markala bzw. rund 420 km unterhalb von Timbuktu. Die nächste Brücke stromabwärts ist die rund 370 km entfernte Pont Djibo Bakary bei Gothèye in Niger.
Die zweispurige, 270 m lange und 10 m breite Spannbeton-Balkenbrücke hat sechs Öffnungen. Ihre fünf Strompfeiler haben Achsabstände von jeweils 45 m.
Sie wurde von Ingenieurbüros aus Mali und Tunesien entworfen, überwiegend von der Banque islamique de développement (Islamic Development Bank, arabisch: البنك الإسلامي للتنمية) finanziert und zwischen 2004 und 2006 von der China State Construction Engineering errichtet.
Die Brücke ersetzte eine Fähre, die aber nur tagsüber verkehrte. Das Dorf Wabaria war wirtschaftlich von der Fähre und der Versorgung der Leute abhängig, die die letzte Abfahrt versäumt hatten. Den durch die Eröffnung der Brücke verursachten lokalen Verlusten stehen allerdings erhebliche Verbesserungen für den Verkehr und die Wirtschaft Malis gegenüber.
Gao und die Brücke waren Objekte der 2013 durchgeführten Opération Serval der französischen Streitkräfte. Bei den Auseinandersetzungen sprengten die Islamisten eine kleine, weiter im Südosten gelegene Brücke.